# Eufema
En la mitología griega, Eufema o Eufeme (en griego Εὒφημη y en latín Eupheme, «proclamación») fue la personificación del triunfo, la proclamación y la alabanza. Como tal era opuesta a Momo (crítica). Eufema tiene dos variantes.

## Nodriza de las Musas
En los mitos sobre catasterismos, Eufeme era imaginada como la nodriza de las musas y habitaba en el monte Helicón;no se especifica quiénes eran sus padres. No obstante se dice que Croto, nacido de la unión entre Pan y Eufeme, y hermano de leche de las musas, fue convertido en la constelación de Sagitario.

## Hija de Hefesto
Para los órficos, Eufema era una de las cuatro hijas concebidas por Hefesto y Aglaya.
«(I) Seguramente es por eso también por lo que celebran a Hefesto como creador del cielo. Lo asocian a Aglaya, porque engalana (aglaizo) todo el cielo con el abigarramiento de los astros». (II) «Por tal motivo los teólogos [...] hacen nacer de Hefesto y de Aglaya a Euclea (Εὔκλεια, «gloria»), a Eutenea (Ευσθένεια, «estabilidad»), a Eufema (Εὒφημη, «proclamación») y a Filofrósine (Φιλοφροσύνη, «amabilidad»)». 